# Necrotorture
Necrotorture är ett italienskt brutal death metal-band, bildat 2000 av Alessandro "Necrotorture" Manco.

## Medlemmar

### Nuvarande medlemmar
- Alex Beneventi – gitarr
- Alessandro "Necrotorture" Manco – sång (2000–)
- Francesco Rinaldi – basgitarr (2011–)

### Tidigare medlemmar
- Antonio Donadeo – basgitarr (2000–?), trummor (2004–2011)
- Antonio G. – trummor (2000–2001)
- Gianluca "The Butcher" Buonsante – gitarr (2000–?)
- Angelo D'Elia – trummor (2001–?)
- Vito Quaranta – trummor (2002–2003)
- Domenico "Dr. Gore" – basgitarr (2003–2011)
- Vanny "Hate" – trummor (2003–?)
- Alex Venders – trummor (2011–2012)
- Francesco Corcio – gitarr (2011–2012)

## Diskografi

### Demo
- 2000 – Psychotic Necrophilus

### Studioalbum
- 2012 – Gore Solution

### EP
- 2001 – Exploring Ways of Flesh
- 2006 – Blood Feast

### Samlingsalbum
- 2014 – Gory Memories